# شکارسرا
شکارسرا، روستایی است از توابع بخش کوچصفهان شهرستان رشت در استان گیلان ایران.این روستا در جاده جعفراباد قراردارد. این روستا در همجواری روستای سیاه صوفیان است.

## جمعیت
این روستا در دهستان بلسبنه قرار دارد و براساس سرشماری مرکز آمار ایران در سال ۱۳۸۵، جمعیت آن ۶۰۸ نفر (۱۵۷خانوار) بوده‌است.